# Шепелюк Микола Юхимович
Мико́ла Юхи́мович Шепелю́к (народився 19 серпня 1919 в селі Сазонівка Оржицького району Полтавської області — помер 3 березня 2007 у селі Завітне Вільшанського району Кіровоградської області) — український краєзнавець, організатор музейної справи, педагог.

## Життєпис
У 1940 закінчив вчительський інститут у місті Лубни Полтавської області, працював рік учителем на Черкащині.
Призваний на військову службу в 1941. З вересня 1943 року служив молодшим сержантом, командиром відділення розвідки 1-го дивізіону 460-го армійського мінометного полку РГК 1-го Білоруського фронту. День Перемоги, 9 травня 1945 зустрів над Ельбою.
Після війни вчителював на Черкащині, Рівненщині.
З 1952 понад шість років працював у середній школі села Мирославка Бердичівського району вчителем української мови та літератури. Деякий час був директором цієї школи.
У 1959 оселився в селі Кикишівка Бердичівського району, де продовжував вчителювати. Наприкінці 1970-х вийшов на пенсію, працюючи в Тереховому того ж району.
У Тереховому створив сільський історико-краєзнавчий музей, яким завідував багато років. За значні заслуги в пропаганді життя і творчості уродженця Терехового Джозефа Конрада, а також за активну участь у вивчені історії краю, історичному музеєві с. Терехове присвоєне звання Народний у 1993 році.
З середини 1990-х років Микола Шепелюк важко хворів. На початку 2000 років за станом здоров'я Микола Юхимович Шепелюк вимушений був залишити Терехове і переїхати жити до дочки на Кіровоградщину.

## Творчість
Микола Шепелюк виступав з доповідями на наукових конференціях Житомирського науково-краєзнавчого товариства дослідників Волині. Він автор багатьох новел і замальовок у періодичній пресі, присвячених Джозефу Конраду, його родині, польсько-українським зв'язкам, видатним постатям Бердичівщини.
Є автором краєзнавчої розвідки «Край, увінчаний талантами».
Є автором брошури «На батьківщині Джозефа Конрада», в якій підбито підсумки його діяльності зі створення музею.
Є автором ряду літературно-художніх творів на різні теми, серед яких зображення життя і творчості Тараса Шевченка.
Більша частина творів Миколи Шепелюка на сьогодні ще не опублікована.

## Відзнаки
За участь у бойових діях на фронтах Вітчизняної війни Микола Шепелюк нагороджений орденом Вітчизняної війни II ст. (06.04.1985, на честь 40-ї річниці Перемоги), медалями «За відвагу» (21.08.1944) та «За бойові заслуги».
Як перший директор Народного музею в Тереховому відзначений званням «Заслужений працівник культури і мистецтв» Республіки Польщі.